# Dzmitry Zinovich
Dzmitry Zinovich (tiếng Belarus: Дзмiтры Зiнович; tiếng Nga: Дмитрий Зинович; sinh 29 tháng 3 năm 1995) là một cầu thủ bóng đá Belarus. Tính đến năm 2017, anh thi đấu cho Minsk.

## Danh hiệu
Dinamo Brest
- Vô địch Cúp bóng đá Belarus: 2016–17